# Mariusz Schamlewski
Mariusz Schamlewski (ur. 16 stycznia 1991 w Warszawie) – polski siatkarz, grający na pozycji środkowego.

## Sukcesy klubowe
I liga:
- 2020
- 2015

Puchar Polski:
- 2024

PlusLiga:
- 2024[3]